# The Game Awards 2018
The Game Awards 2018 là một chương trình trao giải nhằm tôn vinh trò chơi điện tử hay nhất năm 2018. Giải thưởng do Geoff Keighley sản xuất và tổ chức, diễn ra tại Microsoft Theater ở Los Angeles ngày 6 tháng 12 năm 2018. Sự kiện được phát trực tiếp trên hơn 40 nền tảng kỹ thuật số. Chương trình có các màn trình diễn âm nhạc của Harry Gregson-Williams, Daniel Lanois, Lena Raine và Hans Zimmer, các bài thuyết trình từ các khách mời nổi tiếng bao gồm Jonah Hill, Anh em nhà Russo, Brendon Urie và Christoph Waltz. Chương trình mở đầu bằng bài phát biểu của Phil Spencer từ Microsoft, Reggie Fils-Aimé của Nintendo of America và Shawn Layden của Sony, đại diện cho sự thống nhất của ngành công nghiệp trò chơi điện tử .
God of War và Red Dead Redemption 2 mỗi trò chơi nhận tám đề cử. Tại chương trình, Red Dead Redemption 2 đã giành được nhiều giải thưởng cao nhất trong lịch sử chương trình với bốn chiến thắng, và God of War nhận giải Trò chơi của năm. Ngoài ra chương trình còn giới thiệu thêm một số trò chơi mới, bao gồm Far Cry New Dawn,Hades và The Outer Worlds. Cùng với sự kiện này, hoạt động bán hàng được tổ chức trên hầu hết các mặt tiền cửa hàng kỹ thuật số cho những đề cử và chiến thắng trước đây. Năm 2018 có hơn 26,2 triệu lượt xem, nhiều nhất trong lịch sử tính đến thời điểm hiện tại, ở thời điểm đỉnh cao có tới bốn triệu người xem đồng thời. Chương trình đã nhận được sự đón nhận tích cực từ các ấn phẩm truyền thông, với lời khen ngợi trực tiếp vào bài phát biểu khai mạc và thông báo trò chơi mới, nhưng vẫn vướng phải một số lời chỉ trích vì quá tập trung vào việc tiết lộ trò chơi mới hơn cả việc trao giải thưởng.

## Chiến thắng và Đề cử

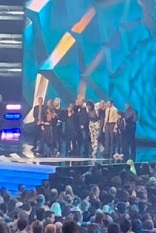
Santa Monica Studio trên sân khấu sau khi thắng Game of the Year cho God of War.

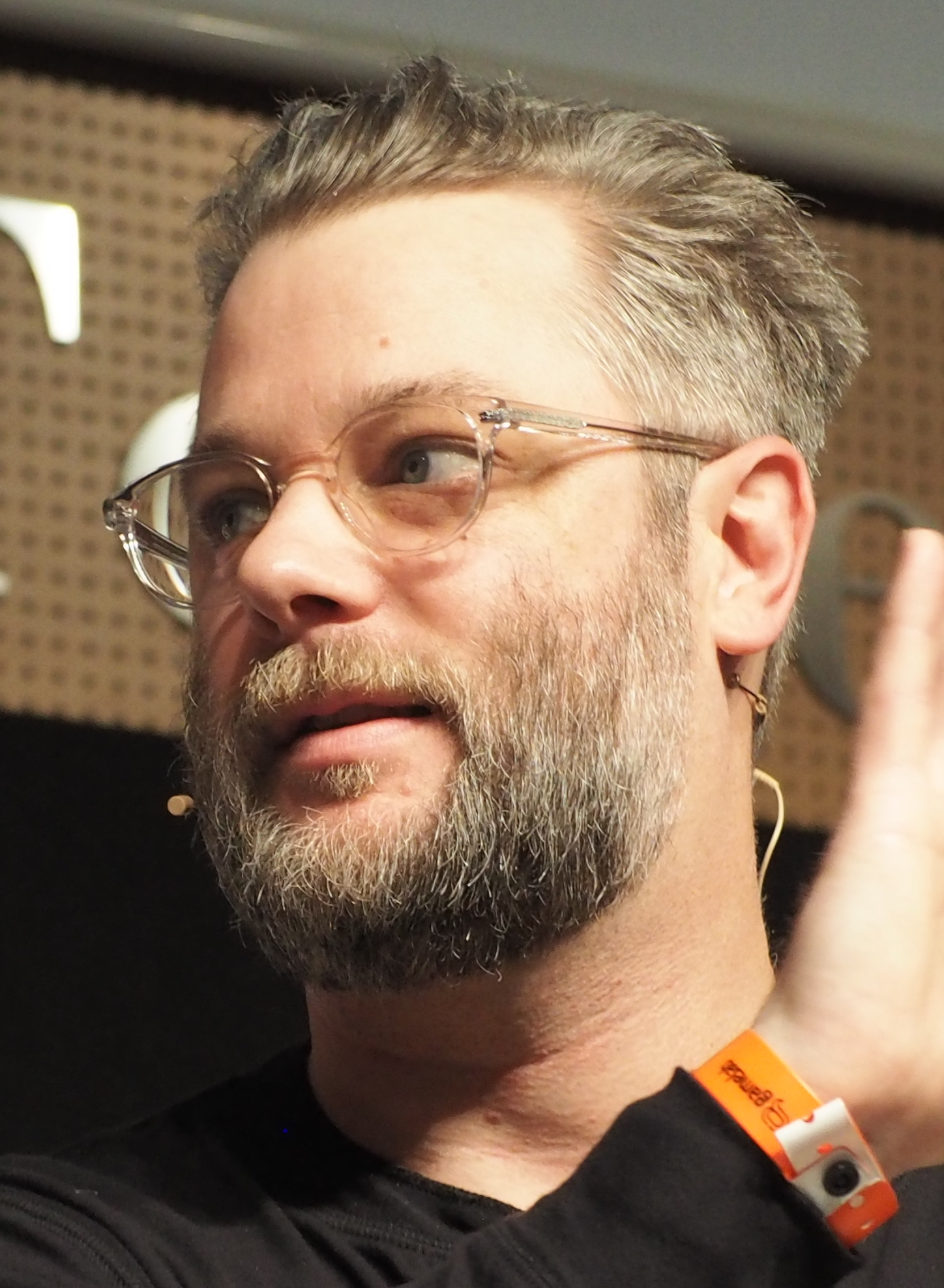
Cory Barlog giành giải Chỉ đạo trò chơi hay nhất và Trò chơi của năm cho God of War.

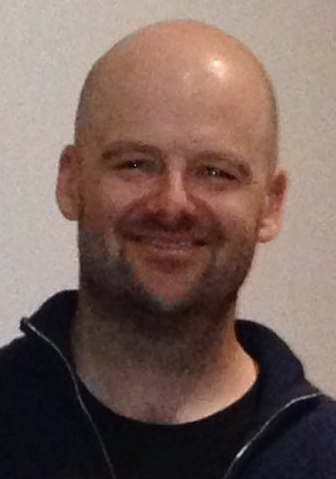
Dan Houser, đồng chiến thắng giải Kể chuyện hay nhất cho Red Dead Redemption 2.

Các đề cử cho The Game Awards 2018 đã được công bố vào ngày 13 tháng 11 năm 2018; thông báo nhận được nhiều lưu lượng truy cập hơn dự đoán, làm tê liệt trang web trong vài giờ. Bất kỳ trò chơi nào được phát hành vào hoặc trước ngày 16 tháng 11 năm 2018 đều đủ điều kiện để xem xét. Các đề cử được biên soạn bởi một hội đồng giám khảo với các thành viên từ 69 hãng truyền thông trên toàn cầu. Người chiến thắng được xác định giữa Ban giám khảo (90%) và phiếu bầu của công chúng (10%); sau đó được tổ chức thông qua trang web chính thức và trên các nền tảng và công nghệ truyền thông xã hội như Amazon Alexa, Bilibili, Discord, Facebook Messenger, Google Assistant, và Twitter. Các phiếu bầu trễ trên trang web chính thức và chia sẻ trên phương tiện truyền thông xã hội đã được cộng thêm 10% tỷ trọng trong phần tính phiếu bầu của người hâm mộ. Giải thưởng dành cho Người chơi tiêu biểu từ các chương trình trước đó đã được đổi tên thành Người tạo nội dung của năm cho những người tạo ra nội dung trò chơi điện tử mới và mang tính sáng tạo, chẳng hạn như người chơi phát trực tiếp và người tạo video; chương trình Game thủ Công dân Toàn cầu đã được thêm vào để công nhận những người được vinh danh là đang cải thiện cộng đồng của họ thông qua trò chơi điện tử. Các giải thưởng thể thao điện tử bổ sung cũng đã được thêm vào cho chương trình năm 2018.

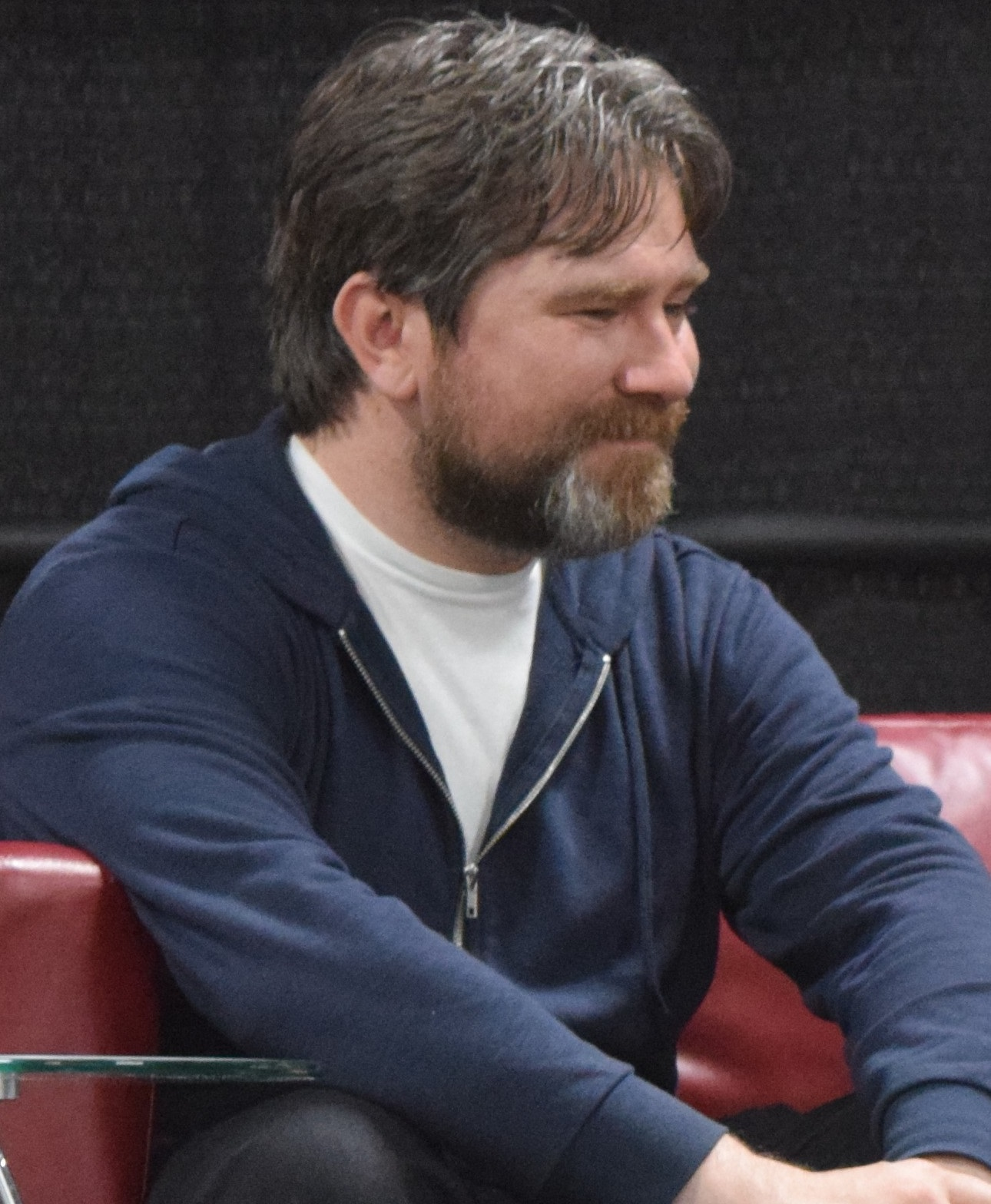
Roger Clark đã giành được giải Màn trình diễn xuất sắc nhất cho vai diễn Arthur Morgan trong Red Dead Redemption 2.

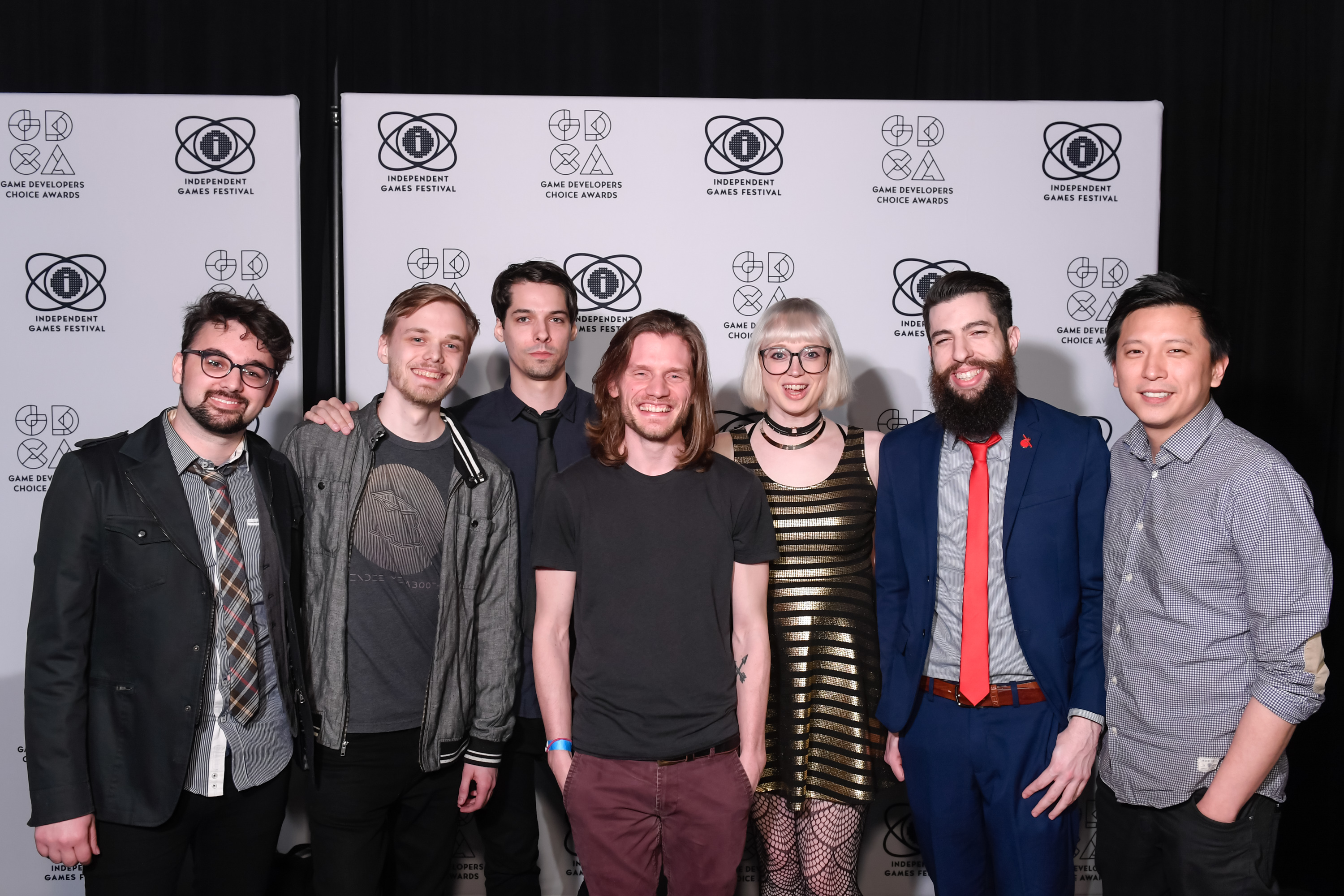
Nhóm tại Extremely OK Games đã giành được Trò chơi tạo tác động và Trò chơi độc lập hay nhất cho Celeste.

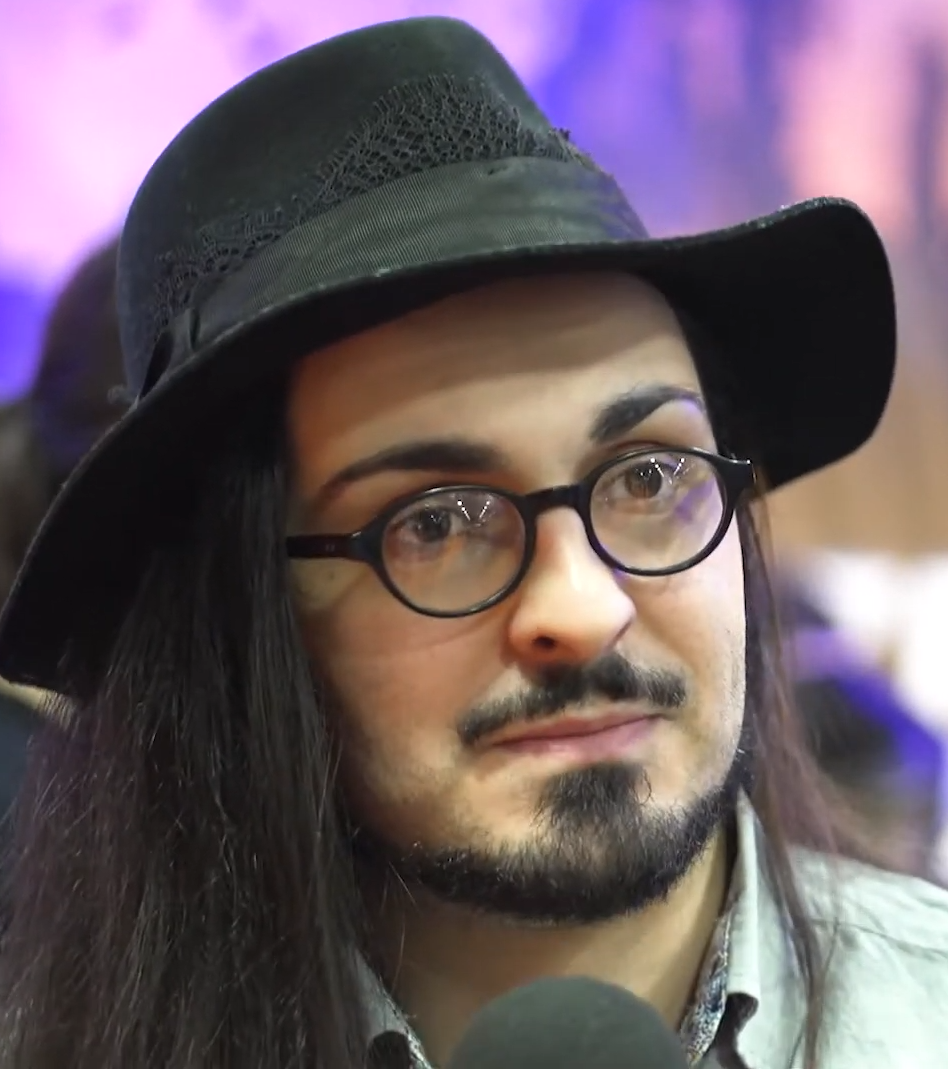
Yohann Laulan đã nhận giải thưởng cho Trò chơi hành động hay nhất cho Dead Cells cùng với Benjamin Laulan.

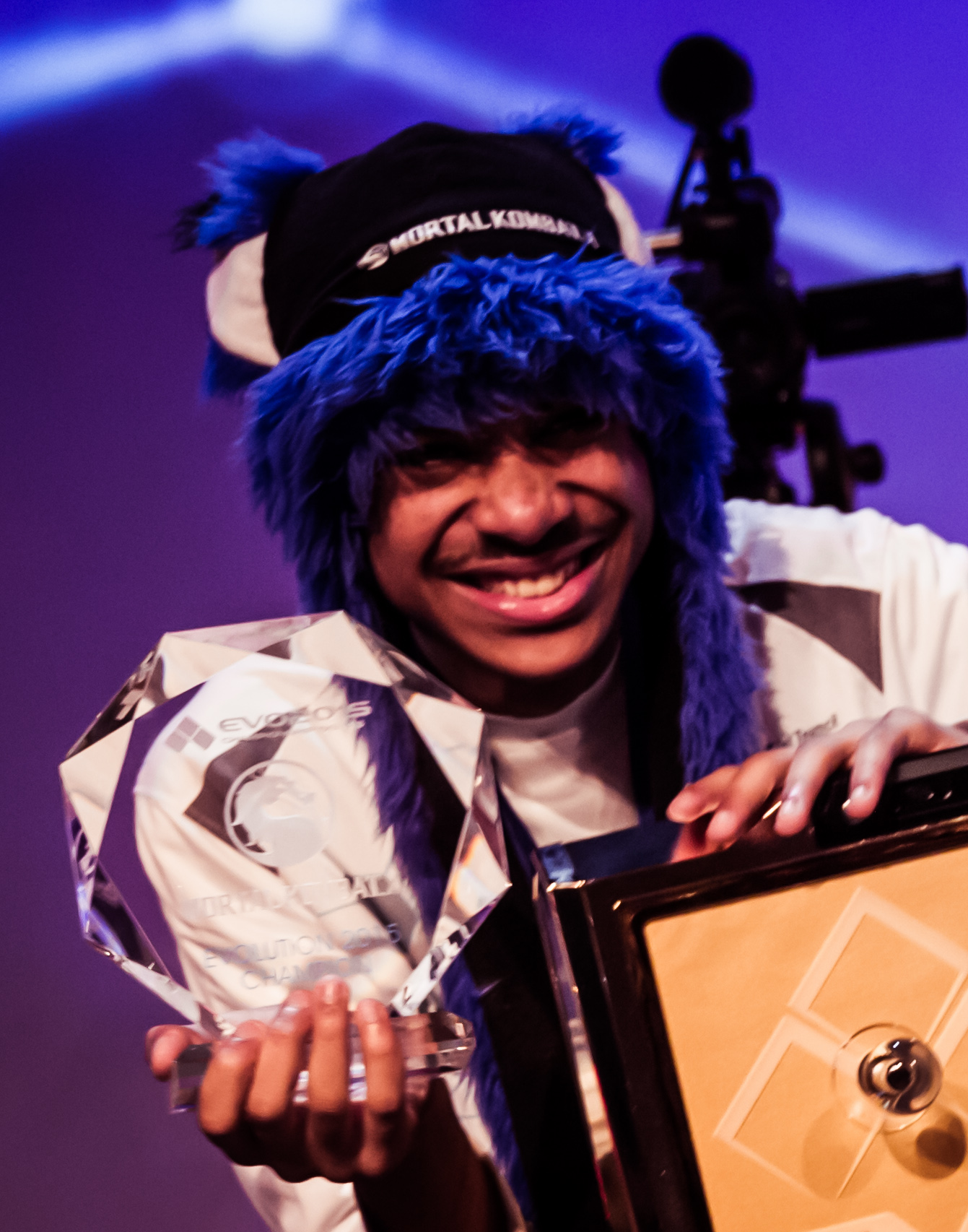
SonicFox được trao giải Người chơi thể thao điện tử hay nhất.

Cloud9 đã giành được giải thưởng cho Đội thể thao điện tử hay nhất.

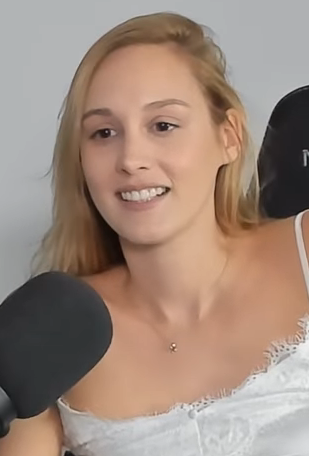
Sjokz giành giải Chủ tọa chương trình thể thao điện tử hay nhất.

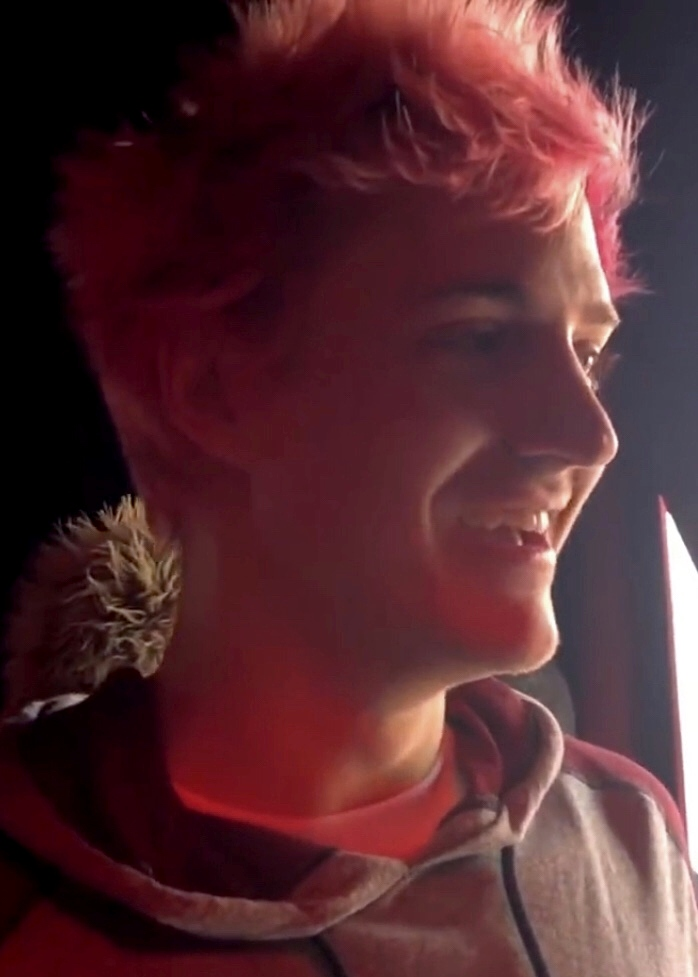
Ninja đã được trao giải Người tạo nội dung của năm.

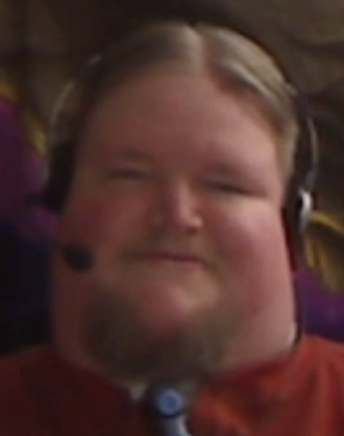
Steven Spohn là một trong ba người được vinh danh là Game thủ Công dân Toàn cầu.

### Giải thưởng
Người chiến thắng được liệt kê đầu tiên, được đánh dấu bằng chữ in đậm và được biểu thị bằng ký tự dao găm đôi (‡).
| Trò chơi của năm | Chỉ đạo trò chơi hay nhất |
| --- | --- |
| - God of War – Santa Monica Studio/Sony Interactive Entertainment‡ - Assassin's Creed Odyssey – Ubisoft - Celeste – Extremely OK Games - Marvel's Spider-Man – Insomniac Games/Sony Interactive Entertainment - Monster Hunter: World – Capcom - Red Dead Redemption 2 – Rockstar Games                                | - God of War – Santa Monica Studio/Sony Interactive Entertainment‡ - A Way Out – Hazelight Studios/Electronic Arts - Detroit: Become Human – Quantic Dream/Sony Interactive Entertainment - Marvel's Spider-Man – Insomniac Games/Sony Interactive Entertainment - Red Dead Redemption 2 – Rockstar Games                    |
| Trò chơi đang diễn ra hay nhất | Tường thuật hay nhất |
| - Fortnite – Epic Games‡ - Destiny 2: Forsaken – Bungie/Activision - No Man's Sky – Hello Games - Overwatch – Blizzard Entertainment - Tom Clancy's Rainbow Six Siege – Ubisoft | - Red Dead Redemption 2 – Rockstar Games‡ - Detroit: Become Human – Quantic Dream/Sony Interactive Entertainment - God of War – Santa Monica Studio/Sony Interactive Entertainment - Life Is Strange 2: Episode 1 – Dontnod Entertainment/Square Enix - Marvel's Spider-Man – Insomniac Games/Sony Interactive Entertainment |
| Chỉ đạo nghệ thuật hay nhất | Soạn nhạc/Âm thanh hay nhất |
| - Return of the Obra Dinn – 3909 LLC‡ - Assassin's Creed Odyssey – Ubisoft - God of War – Santa Monica Studio/Sony Interactive Entertainment - Red Dead Redemption 2 – Rockstar Games - Octopath Traveler – Square Enix/Acquire/Nintendo                                                                               | - Red Dead Redemption 2 – Woody Jackson‡ - Celeste – Lena Raine - God of War – Bear McCreary - Marvel's Spider-Man – John Paesano - Ni no Kuni II: Revenant Kingdom – Joe Hisaishi - Octopath Traveler – Yasunori Nishiki |
| Thiết kế âm thanh hay nhất | Trình diễn xuất sắc nhất |
| - Red Dead Redemption 2 – Rockstar Games‡ - Call of Duty: Black Ops 4 – Treyarch/Activision - Forza Horizon 4 – Playground Games/Microsoft Studios - God of War – Santa Monica Studio/Sony Interactive Entertainment - Marvel's Spider-Man – Insomniac Games/Sony Interactive Entertainment                            | - Roger Clark trong vai Arthur Morgan – Red Dead Redemption 2‡ - Bryan Dechart trong vai Connor – Detroit: Become Human - Christopher Judge trong vai Kratos – God of War - Yuri Lowenthal trong vai Spider-Man – Marvel's Spider-Man - Melissanthi Mahut trong vai Kassandra – Assassin's Creed Odyssey                     |
| Trò chơi tạo tác động | Trò chơi độc lập hay nhất |
| - Celeste – Extremely OK Games‡ - 11-11 Memories Retold – DigixArt/Aardman Animations/Bandai Namco Entertainment - Florence – Mountains/Annapurna Interactive - Life Is Strange 2: Episode 1 – Dontnod Entertainment/Square Enix - The Missing: J.J. Macfield and the Island of Memories – White Owls/Arc System Works | - Celeste – Extremely OK Games‡ - Dead Cells – Motion Twin - Into the Breach – Subset Games - The Messenger – Sabotage/Devolver Digital - Return of the Obra Dinn – 3909 LLC |
| Trò chơi đi động hay nhất | Trò chơi VR/AR |
| - Florence – Mountains/Annapurna Interactive‡ - Donut County – Ben Esposito/Annapurna Interactive - Fortnite – Epic Games - PUBG Mobile – Lightspeed & Quantum/Tencent Games - Reigns: Game of Thrones – Nerial/Devolver Digital                                                                                       | - Astro Bot Rescue Mission – Japan Studio/Sony Interactive Entertainment‡ - Beat Saber – Beat Games - Firewall: Zero Hour – First Contact Entertainment/Sony Interactive Entertainment - Moss – Polyarc Games - Tetris Effect – Resonair/Enhance, Inc.                                                                       |
| Trò chơi hành động hay nhất | Trò chơi hành động-phiêu lưu hay nhất |
| - Dead Cells – Motion Twin‡ - Call of Duty: Black Ops 4 – Treyarch/Activision - Destiny 2: Forsaken – Bungie/Activision - Far Cry 5 – Ubisoft - Mega Man 11 – Capcom | - God of War – Santa Monica Studio/Sony Interactive Entertainment‡ - Assassin's Creed Odyssey – Ubisoft - Marvel's Spider-Man – Insomniac Games/Sony Interactive Entertainment - Red Dead Redemption 2 – Rockstar Games - Shadow of the Tomb Raider – Eidos Montréal/Square Enix                                             |
| Trò chơi nhập vai hay nhất | Trò chơi đối kháng hay nhất |
| - Monster Hunter: World – Capcom‡ - Dragon Quest XI – Square Enix - Ni no Kuni II: Revenant Kingdom – Level-5/Bandai Namco Entertainment - Octopath Traveler – Square Enix/Acquire/Nintendo - Pillars of Eternity II: Deadfire – Obsidian Entertainment                                                                | - Dragon Ball FighterZ – Arc System Works/Bandai Namco Entertainment‡ - BlazBlue: Cross Tag Battle – Arc System Works - Soulcalibur VI – Bandai Namco Entertainment - Street Fighter V: Arcade Edition – Capcom |
| Trò chơi gia đình hay nhất | Trò chơi chiến thuật hay nhất |
| - Overcooked 2 – Ghost Town Games/Team17‡ - Mario Tennis Aces – Camelot Software Planning/Nintendo - Nintendo Labo – Nintendo - Starlink: Battle for Atlas – Ubisoft - Super Mario Party – NDcube/Nintendo | - Into the Breach – Subset Games‡ - The Banner Saga 3 – Stoic Studio/Versus Evil - BattleTech – Harebrained Schemes/Paradox Interactive - Frostpunk – 11 bit studios - Valkyria Chronicles 4 – Sega |
| Trò chơi thể thao/đua xe hay nhất | Trò chơi nhiều người chơi hay nhất |
| - Forza Horizon 4 – Playground Games/Microsoft Studios‡ - FIFA 19 – EA Vancouver/EA Sports - Mario Tennis Aces – Camelot Software Planning/Nintendo - NBA 2K19 – Visual Concepts/2K Sports - Pro Evolution Soccer 2019 – PES Productions/Konami                                                                        | - Fortnite – Epic Games‡ - Call of Duty: Black Ops 4 – Treyarch/Activision - Destiny 2: Forsaken – Bungie/Activision - Monster Hunter: World – Capcom - Sea of Thieves – Rare/Microsoft Studios |
| Trò chơi hay nhất của sinh viên | Trò chơi độc lập mới ra mắt hay nhất |
| - Combat 2018 – Inland Norway University of Applied Sciences‡ - Dash Quasar – UC Santa Cruz - JERA – DigiPen Bilbao, Spain - LIFF – ISART Digital - RE: Charge – MIT | - The Messenger – Sabotage/Devolver Digital‡ - Donut County – Ben Esposito/Annapurna Interactive - Florence – Mountains/Annapurna Interactive - Moss – Polyarc Games - Yoku's Island Express – Villa Gorilla |

#### Thể thao điện tử và người sáng tạo
| Trò chơi thể thao điện tử hay nhất | Nngười chơi thể thao điện tử hay nhất |
| --- | --- |
| - Overwatch – Blizzard Entertainment‡ - Counter-Strike: Global Offensive – Valve - Dota 2 – Valve - Fortnite – Epic Games - League of Legends – Riot Games | - Dominique "SonicFox" McLean (Echo Fox)‡ - Sung-hygeon "JJoNak" Bang (New York Excelsior) - Oleksandr "s1mple" Kostyliev (Natus Vincere) - Hajime "Tokido" Taniguchi (Echo Fox) - Jian "Uzi" Zi-Hao (Royal Never Give Up) |
| Đội thể thao điện tử hay nhất | Huấn luyên viên thể thao điện tử hay nhất |
| - Cloud9 (League of Legends)‡ - Astralis (Counter-Strike: Global Offensive) - Fnatic (League of Legends) - London Spitfire (Overwatch League) - OG (Dota 2) | - Bok "Reapered" Han-gyu (Cloud9)‡ - Christian "ppasarel" Banaseanu (OG) - Dylan Falco (Fnatic) - Jakob "YamatoCannon" Mebdi (Team Vitality) - Janko "YNk" Paunovic (MiBR) - Danny "zonic" Sorensen (Astralis)             |
| Sự kiện thể thao điện tử hay nhất | Chủ tọa chương trình thể thao điện tử hay nhất. |
| - 2018 League of Legends World Championship‡ - 2018 Overwatch League Grand Finals - ELEAGUE Major: Boston 2018 - Evo 2018 - The International 2018 | - Eefje "Sjokz" Depoortere‡ - Anders Blume - Paul "Redeye" Chaloner - Alex "Goldenboy" Mendez - Alex "Machine" Richardson                                                                                                  |
| Khoảnh khắc thể thao điện tử đáng nhớ nhất | Người tạo nội dung của năm |
| - Cloud9 trở lại, thắng ba lần OT vs Faze (ELEAGUE Major: Boston 2018)‡ - G2 đánh bại RNG (League of Legends World Championship) - KT vs IG (League of Legends World Championship) - OG rất thất vọng với LGD (The International 2018) - SonicFox chuyển pha đối đầu với Go1 (Evo 2018) | - Ninja‡ - DrLupo - Pokimane - Willyrex |

### Giải thưởng danh dự
| Giải biểu tượng của ngành Công nghiệp | Game thủ Công dân toàn cầu                 |
| ------------------------------------- | ------------------------------------------ |
| - Greg Thomas (Visual Concepts)       | - Sadia Bashir - Steven Spohn - Lual Mayen |

## Trò chơi đạt nhiều đề cử và giải thưởng
God of War và Red Dead Redemption 2 cả hai đều nhận được tám đề cử mỗi trò chơi, nhiều nhất trong lịch sử chương trình vào thời điểm đó. Các trò chơi khác nhận được nhiều đề cử bao gồm Marvel's Spider-Man với bảy, Assassin's Creed Odyssey, Celeste, và Fortnite mỗi trò chơi nhận bốn đề cử. Sony Interactive Entertainment có tổng số 20 đề cử, nhiều hơn bất kỳ nhà phát hành nào khác, tiếp theo là Rockstar Games với tám đề cử, Square Enix và Ubisoft mỗi hãng với bảy đề cử .
| Đề cử | Trò chơi                        |
| ----- | ------------------------------- |
| 8     | God of War                      |
| 8     | Red Dead Redemption 2           |
| 7     | Marvel's Spider-Man             |
| 4     | Assassin's Creed Odyssey        |
| 4     | Celeste                         |
| 4     | Fortnite                        |
| 3     | Call of Duty: Black Ops 4       |
| 3     | Destiny 2                       |
| 3     | Detroit: Become Human           |
| 3     | Florence                        |
| 3     | Monster Hunter: World           |
| 3     | Octopath Traveler               |
| 2     | Dead Cells                      |
| 2     | Donut County                    |
| 2     | Forza Horizon 4                 |
| 2     | Into the Breach                 |
| 2     | Life Is Strange 2               |
| 2     | Mario Tennis Aces               |
| 2     | The Messenger                   |
| 2     | Moss                            |
| 2     | Ni no Kuni II: Revenant Kingdom |
| 2     | Return of the Obra Dinn         |
| 2     | Overwatch                       |

| Đề cử | Nhà phát hành                  |
| ----- | ------------------------------ |
| 20    | Sony Interactive Entertainment |
| 8     | Rockstar Games                 |
| 7     | Square Enix                    |
| 7     | Ubisoft                        |
| 6     | Activision                     |
| 6     | Nintendo                       |
| 5     | Annapurna Interactive          |
| 5     | Bandai Namco Entertainment     |
| 5     | Capcom                         |
| 4     | Epic Games                     |
| 4     | Extremely OK Games             |
| 3     | Devolver Digital               |
| 3     | Microsoft Studios              |
| 2     | 3909 LLC                       |
| 2     | Arc System Works               |
| 2     | Blizzard Entertainment         |
| 2     | Electronic Arts                |
| 2     | Motion Twin                    |
| 2     | Polyarc Games                  |
| 2     | Subset Games                   |
| 2     | Valve                          |

Red Dead Redemption 2 nhận được nhiều giải thưởng nhất với bốn lần chiến thắng, đánh dấu cho trò chơi được trao giải cao nhất trong lịch sử chương trình cho đến nay. God of War thắng 3 giải, trong khi Celeste và Fortnite thắng 2. Rockstar Games và Sony Interactive Entertainment là những nhà phát hành thành công nhất, với bốn chiến thắng mỗi lần, trong khi Epic Games và Extremely OK Games thắng 2.
| Giải thưởng | Trò chơi              |
| ----------- | --------------------- |
| 4           | Red Dead Redemption 2 |
| 3           | God of War            |
| 2           | Celeste               |
| 2           | Fortnite              |

| Giải thưởng | Nhà phát hành                  |
| ----------- | ------------------------------ |
| 4           | Rockstar Games                 |
| 4           | Sony Interactive Entertainment |
| 2           | Epic Games                     |
| 2           | Extremely OK Games             |

## Trao giải và trình diễn
Những cá nhân sau đây, được liệt kê theo thứ tự xuất hiện, đã trao giải thưởng, giới thiệu đoạn giới thiệu hoặc số vở nhạc kịch đã biểu diễn. Tất cả các giải thưởng khác đều do Geoff Keighley trao giải.

### Trình bày
| Tên                   | Vai trò                                                                                   | Tham khảo |
| --------------------- | ----------------------------------------------------------------------------------------- | --------- |
| Josef Fares           | Trao giải cho Trò chơi hành động hay nhất trong buổi chiếu trước                          | [ 15 ]    |
| Alex Hutchinson       | Trình bày đoạn giới thiệu tiết lộ cho Journey to the Savage Planet trong buổi chiếu trước | [ 16 ]    |
| Reggie Fils-Aimé      | Mở đầu chương trình bằng một bài phát biểu được chia sẻ                                   | [ 17 ]    |
| Shawn Layden          | Mở đầu chương trình bằng một bài phát biểu được chia sẻ                                   | [ 17 ]    |
| Phil Spencer          | Mở đầu chương trình bằng một bài phát biểu được chia sẻ                                   | [ 17 ]    |
| Jacksepticeye         | Trao giải Best narrative                                                                  | [ 17 ]    |
| Pokimane              | Trao giải Best narrative                                                                  | [ 17 ]    |
| Jonah Hill            | Trao giải Industry Icon                                                                   | [ 18 ]    |
| Rosa Salazar          | Trao giải cho Best Performance                                                            | [ 17 ]    |
| Christoph Waltz       | Trao giải cho Best Performance                                                            | [ 17 ]    |
| Jean-Sebastien Decant | Trình bày đoạn giới thiệu Far Cry New Dawn                                                | [ 2 ]     |
| Patrice Désilets      | Trình bày đoạn giới thiệu Ancestors: The Humankind Odyssey                                | [ 19 ]    |
| Josh Holmes           | Trình bày đoạn giới thiệu Scavengers                                                      | [ 20 ]    |
| Brendon Urie          | Trao giải cho Best Score/Music                                                            | [ 21 ]    |
| Mathieu Coté          | Trình bày đoạn giới thiệu Dead by Daylight: Darkness Among Us                             | [ 14 ]    |
| Casey Hudson          | Trình bày cốt truyện Anthem                                                               | [ 18 ]    |
| Crash Bandicoot       | Trình bày đoạn giới thiệu Crash Team Racing Nitro-Fueled                                  | [ 22 ]    |
| Christopher Judge     | Trao giải cho Content Creator of the Year                                                 | [ 17 ]    |
| Sunny Suljic          | Trao giải cho Content Creator of the Year                                                 | [ 17 ]    |
| Leonard Boyarsky      | Trình bày đoạn giới thiệu The Outer Worlds                                                | [ 18 ]    |
| Tim Cain              | Trình bày đoạn giới thiệu The Outer Worlds                                                | [ 18 ]    |
| Jesse Houston         | Trình bày đoạn giới thiệu thông báo hệ máy cho Dauntless                                  | [ 23 ]    |
| Joel McHale           | Trao giải cho Best Esports Athlete                                                        | [ 18 ]    |
| Dave Curd             | Trình bày đoạn giới thiệu của Vikendi cho PlayerUnknown's Battlegrounds                   | [ 24 ]    |
| Brian Bell            | Giới thiệu các nghệ sĩ biểu diễn Ali và Casey Edwards                                     | [ 14 ]    |
| Rivers Cuomo          | Giới thiệu các nghệ sĩ biểu diễn Ali và Casey Edwards                                     | [ 25 ]    |
| Jesse Rapczak         | Trình bày đoạn giới thiệu Atlas                                                           | [ 26 ]    |
| Jeremy Stieglitz      | Trình bày đoạn giới thiệu Atlas                                                           | [ 26 ]    |
| Ninja                 | Trao giải cho Best Independent Game                                                       | [ 21 ]    |
| Pepe the King Prawn   | Trao giải cho Best Independent Game                                                       | [ 21 ]    |
| Elaine Chase          | Công bố chương trình thể thao điện tử cho Magic: The Gathering Arena                      | [ 27 ]    |
| The Duffer Brothers   | Trình bày đoạn giới thiệu Stranger Things 3: The Game                                     | [ 18 ]    |
| Ed Boon               | Trình bày đoạn giới thiệu Mortal Kombat 11 và trao giải cho Best Sports/Racing Game       | [ 19 ]    |
| Phil Spencer          | Trình bày đoạn giới thiệu demo cho Devil May Cry 5                                        | [ 14 ]    |
| Lena Raine            | Trao giải cho Best Game Direction                                                         | [ 14 ]    |
| Donald Mustard        | Đã trình bày đoạn giới thiệu Mùa 7 và "The Block" cho Fortnite                            | [ 28 ]    |
| Russo brothers        | Trao giải cho Best Ongoing Game                                                           | [ 15 ]    |
| Reggie Fils-Aimé      | Giới thiệu Joker cho Super Smash Bros. Ultimate                                           | [ 19 ]    |
| Jeff Kaplan           | Trao giải cho Game of the Year                                                            | [ 25 ]    |

### Trình diễn
| Tên                       | Tên                       | Bài hát                    | Trò chơi                   | Tham khảo     |
| ------------------------- | ------------------------- | -------------------------- | -------------------------- | ------------- |
| The Game Awards Orchestra | The Game Awards Orchestra | The Game Awards Theme Song | —                          | [ 18 ] [ 21 ] |
| Harry Gregson-Williams    |                           | The Game Awards Theme Song | —                          | [ 18 ] [ 21 ] |
| Lena Raine                |                           | The Game Awards Theme Song | —                          | [ 18 ] [ 21 ] |
| Sarah Schachner           |                           | The Game Awards Theme Song | —                          | [ 18 ] [ 21 ] |
| Hans Zimmer               |                           | The Game Awards Theme Song | —                          | [ 18 ] [ 21 ] |
| The Game Awards Orchestra | The Game Awards Orchestra | "Legion of Dawn"           | Anthem                     | [ 18 ] [ 21 ] |
| Sarah Schachner           |                           |                            | Anthem                     | [ 18 ] [ 21 ] |
| Ali Edwards               | Ali Edwards               | "Devil Trigger"            | Devil May Cry 5            | [ 29 ]        |
| Casey Edwards             |                           | "Devil Trigger"            | Devil May Cry 5            | [ 29 ]        |
| Daniel Lanois             | Rhiannon Giddens          | "Mountain Hymn"            | Red Dead Redemption 2      | [ 30 ]        |
| Daniel Lanois             | Rhiannon Giddens          | "Cruel World"              | Red Dead Redemption 2      | [ 30 ]        |
| Daniel Lanois             | Rhiannon Giddens          | "Mountain Finale"          | Red Dead Redemption 2      | [ 30 ]        |
| Daniel Lanois             | Rhiannon Giddens          | "Unshaken"                 | Red Dead Redemption 2      | [ 30 ]        |
| The Game Awards Orchestra | The Game Awards Orchestra | "Lifelight"                | Super Smash Bros. Ultimate | [ 31 ]        |
| The Game Awards Orchestra | The Game Awards Orchestra | Game of the Year medley    | Assassin's Creed Odyssey   | [ 2 ] [ 18 ]  |
| The Game Awards Orchestra | The Game Awards Orchestra | Game of the Year medley    | Celeste                    | [ 2 ] [ 18 ]  |
| The Game Awards Orchestra | The Game Awards Orchestra | Game of the Year medley    | God of War                 | [ 2 ] [ 18 ]  |
| The Game Awards Orchestra | The Game Awards Orchestra | Game of the Year medley    | Marvel's Spider-Man        | [ 2 ] [ 18 ]  |
| The Game Awards Orchestra | The Game Awards Orchestra | Game of the Year medley    | Monster Hunter: World      | [ 2 ] [ 18 ]  |
| The Game Awards Orchestra | The Game Awards Orchestra | Game of the Year medley    | Red Dead Redemption 2      | [ 2 ] [ 18 ]  |

## Thông tin buổi lễ
Nhà sản xuất và người sáng tạo chương trình Geoff Keighley đã bắt tay vào làm The Game Awards 2018 ngay sau lễ trao giải trước, bắt đầu bằng việc tiến hành chương trình hậu kỳ và đặt chỗ tại Microsoft Theater. Ông chuyển sang làm toàn bộ công việc cho chương trình vào tháng 7 năm 2018, ngay sau khi hoàn thành công việc cá nhân cho YouTube Gaming và E3 Coliseum tại E3 2018. Ông dành vài tháng để đi đến các xưởng khác nhau trên khắp thế giới để bảo mật các thông báo và đoạn giới thiệu, cũng như thường có các cuộc họp với các nhà phát triển để tìm cách tốt nhất để tiết lộ trò chơi của họ. Kinh phí của buổi biểu diễn, được xác định vào tháng Bảy, là vài triệu đô la; Keighley đã tự tài trợ cho chương trình trong khi huy động tiền từ các nhà phát triển và phát hành. Đến tháng 8, các khái niệm cho buổi lễ bắt đầu được xem xét, bao gồm cả sự tham gia của Hans Zimmer, ban đầu ông dự định tham gia chương trình trước đó nhưng đã bỏ dở vì vướng phải các cam kết khác. Keighley bắt đầu nhận đặt trước những người trao giải từ tháng 10, nhờ các nhà phát triển bảo đảm như Josef Fares và Jeff Kaplan vào giữa tháng. Ông cũng muốn hợp tác với Peter Jackson nhưng thất bại. Vào cuối tháng 10, 11 thành viên của nhóm sản xuất đã chuyển đến một khu phức hợp văn phòng bốn tòa nhà ở Santa Monica, chuyển sang các cuộc họp ảo. Keighley ước tính rằng, từ tháng 8 đến tháng 12, ông đã làm mỗi ngày khoảng 18 giờ cho chương trình.
Dàn nhạc trao giải Game do Lorne Balfe chỉ huy, đã mở đầu chương trình với bài hát chủ đề mới, cùng với Harry Gregson-Williams, Lena Raine, Sarah Schachner, và Hans Zimmer. Bài hát chủ đề ban đầu là một sáng tác của Balfe; ông chủ yếu lấy cảm hứng từ Keighley, và viết tác phẩm để đại diện cho công việc của ông và cộng đồng game nói chung. Balfe trước đây đã làm việc với Keighley về Spike Video Game Awards. Schachner returned later in the show to perform a song from Anthem, trong khi Ali và Casey Edwards biểu diễn một ca khúc từ Devil May Cry 5. Một bản dựng phim với một số bài hát trong Red Dead Redemption 2 do Rhiannon Giddens và Daniel Lanois thực hiện. Đối với giải Trò chơi của năm, Balfe buộc phải đợi cho đến khi xác định được những người được đề cử vào giữa tháng 11; Ngay sau khi thông báo, đội ngũ sản xuất đã bắt đầu liên hệ với các xưởng để làm nhạc phim cho trò chơi. Đối với các phần biểu diễn cuối cùng, dàn nhạc được Peter DiStefano chơi guitar và DeLaney Harter chơi violin hỗ trợ.

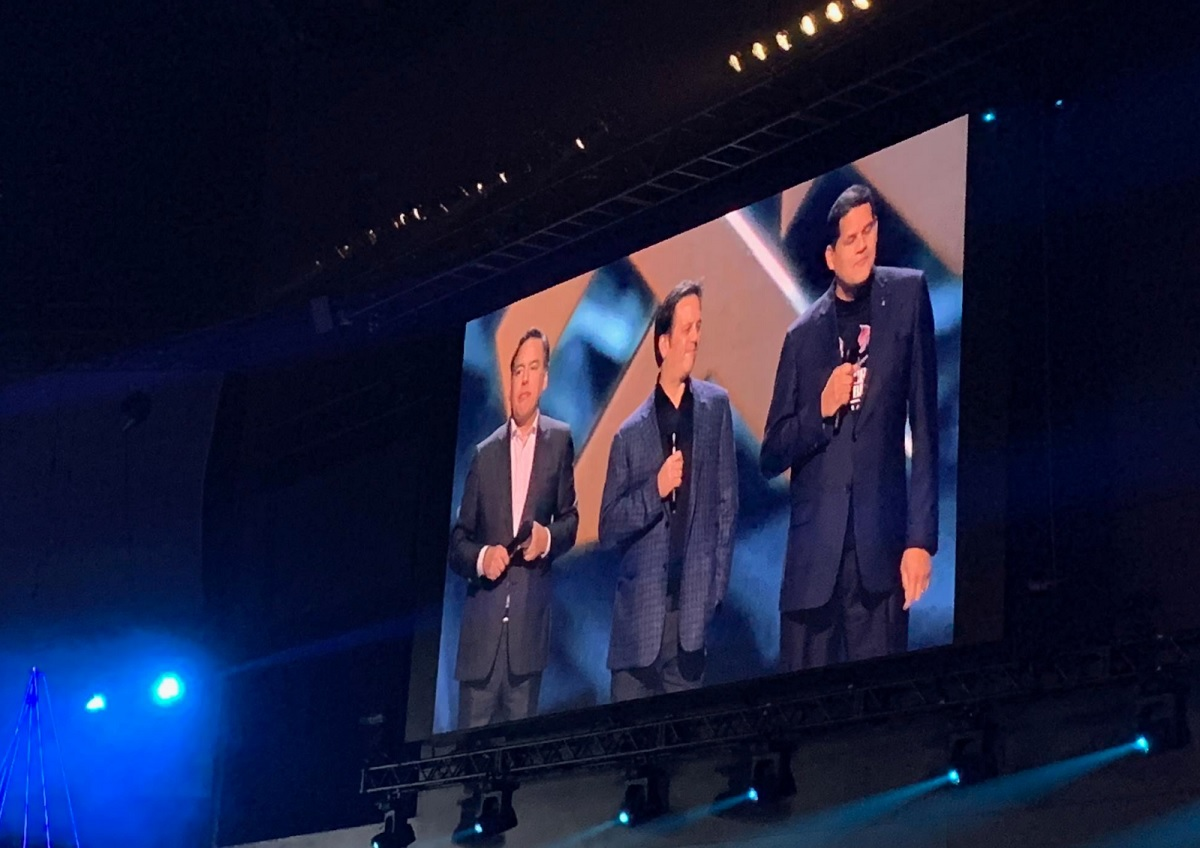
The Game Awards 2018 bắt đầu bằng bài phát biểu của nhóm (từ trái sang phải) Shawn Layden của Sony, Phil Spencer của Microsoft và Reggie Fils-Aimé của Nintendo, đại diện cho sự thống nhất trong ngành công nghiệp trò chơi điện tử giữa ba hãng game lớn.

### Thông báo

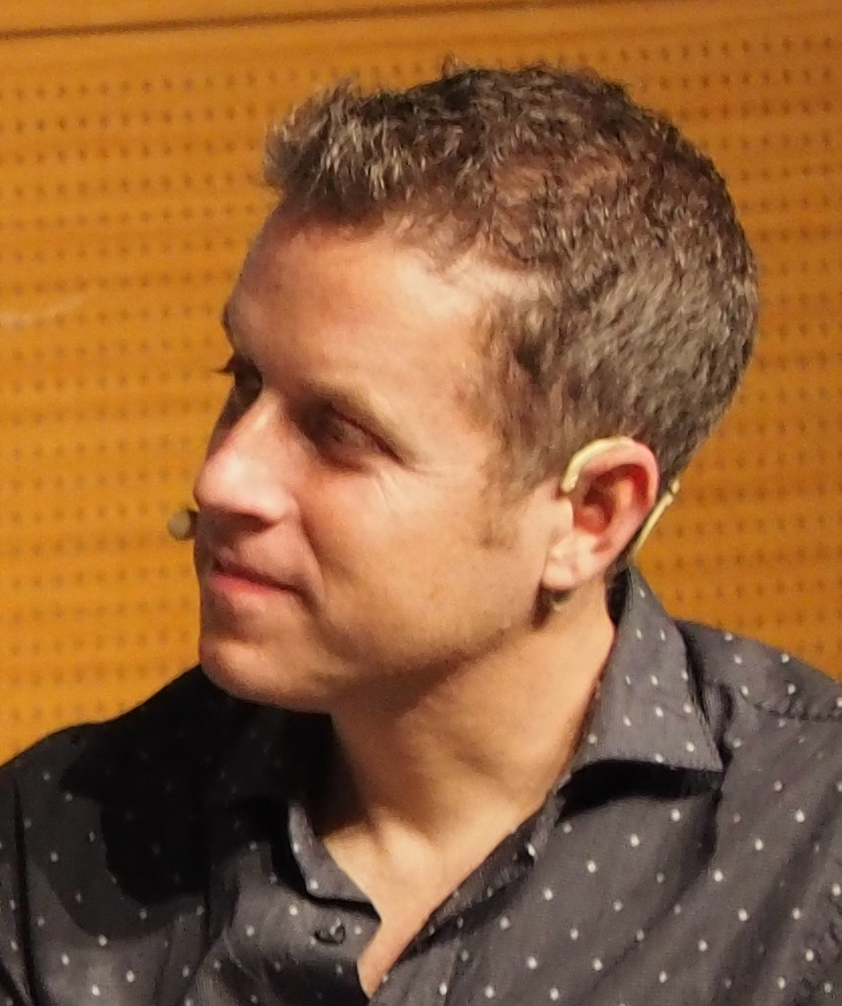
Người dẫn chương trình và nhà sản xuất Geoff Keighley đã dành nhiều tháng để đi đến các xưởng khác nhau trên khắp thế giới để đảm bảo các thông báo mới cho chương trình.

Thông báo về các trò chơi phát hành gần đây và sắp ra mắt gồm Ancestors: The Humankind Odyssey, Anthem, Dauntless, Dead by Daylight, Devil May Cry 5, Fortnite, Forza Horizon 4, Magic: The Gathering Arena, PlayerUnknown's Battlegrounds, Psychonauts 2, Rage 2, Rocket League, và The Stanley Parable. Các trò chơi mới được công bố trong buổi lễ bao gồm:
| - Among Trees - Atlas - Crash Team Racing Nitro-Fueled - Dragon Age 4 - Far Cry New Dawn - Hades - Journey to the Savage Planet - The Last Campfire | - Marvel Ultimate Alliance 3: The Black Order - Mortal Kombat 11 - The Outer Worlds - The Pathless - Sayonara Wild Hearts - Scavengers - Stranger Things 3: The Game - Survived By |

### Xếp hạng và tiếp nhận
Chương trình đã nhận được sự đón nhận tích cực từ các ấn phẩm truyền thông. Dean Takahashi của VentureBeat đã viết rằng khoảnh khắc yêu thích của ông là khi Christopher Judge và Sunny Suljic, người đóng vai Kratos và con trai Atreus trong God of War, đã trao một giải thưởng; Judge đã sử dụng giọng nói của Kratos để ra lệnh cho Suljic công bố người chiến thắng. Takahashi cũng khen ngợi bài phát biểu chia sẻ của Fils-Aimé, Layden và Spencer, và rất ngạc nhiên bởi God of War Chiến thắng hạng mục Trò chơi của năm, mặc dù lưu ý rằng cá nhân ông đã bình chọn cho Red Dead Redemption 2. Các nhân viên của Shacknews nhận xét chương trình có sự cải thiện so với những năm trước, đặc biệt là trong cách trình bày và tính chuyên nghiệp của nó, mặc dù chiến thắng của God of War đã phân cực các đoàn làm phim. Heather Alexandra của Kotaku đã viết rằng bài phát biểu nhận giải của SonicFox là một trong những khoảnh khắc chân thành nhất của chương trình. CJ Andriessen của Destructoid chỉ trích chương trình tập trung nhiều hơn vào thông báo hơn là giải thưởng, lưu ý rằng các đoạn giới thiệu nhận được nhiều thời lượng chiếu hơn so với người chiến thắng.
The Game Awards 2018 là buổi lễ được xem nhiều nhất cho đến nay. Hơn 26,2 triệu lượt stream đã được sử dụng để xem chương trình, tăng 128% so với 11,5 triệu lượt của buổi lễ năm 2017. Vào thời kỳ đỉnh cao, chương trình có hơn 4 triệu người xem đồng thời, trong đó có 1,13 triệu người trên Twitch. Luồng trên Twitter có số người xem nhiều gấp 1,3 lần so với năm trước. Chương trình đã trở thành xu hướng hàng đầu trên toàn thế giới trên Twitter; việc sử dụng thẻ bắt đầu bằng # của nó tăng 1,6 lần so với chương trình trước đó và cuộc trò chuyện tổng thể tăng 1,9 lần. Trên Weibo, 310.000 bài đăng liên quan đến giải thưởng đã nhận được hơn 56 triệu lượt người xem. Hơn 3.300 người dùng Twitch đã đồng phát trực tiếp chương trình, tăng 140%. Tổng số phiếu bầu của người hâm mộ đạt 10,5 triệu, tăng 50% so với chương trình trước đó.